# Баюда
Баюда — вулкан в Судане (провинция Нил).
Баюда — вулканическое поле, высшая точка которого около 670 метров. Находится в одноимённой пустыне. Вулканическое поле состоит из шлаковых конусов, кратеров и застывших лав, состоящие из базальтов и тефры. Диаметр поля 48x11 километров. Все они сформировались на фундаменте из горных пород, образовавшихся в докембрийский период и эпоху палеозоя. Всего вулканических образований в данном районе насчитывается около 90. Последние вулканические образования возникли 5 тысяч лет назад, когда закончилась эпоха влажного климата в этом регионе. Последнее извержение произошло больше 1000 лет назад.